# Ministre de Salut d'Irlanda
El Ministre de Salud d'Irlanda (gaèlic irlandès An tAire Sláinte) és el principal ministre del Departament de Salut del Govern d'Irlanda i responsable de l'assistència sanitària i serveis relacionats a la República d'Irlanda.
L'actual ministre de salut és Simon Harris, TD. És assistit per:
- Finian McGrath, TD – Ministre d'Estat per la Discapacitat
- Catherine Byrne, TD – Ministre d'Estat per la Promoció de la Salut
- Jim Daly, TD – Ministre d'Estat per la Salut Mental

## Història
La cura de la salut formava part de la cartera de la Ministre de Govern Local i Salut Pública fins al 22 de gener de 1947. En aquesta data es va crear el nou càrrec de Ministre de Salut, amb un control total sobre totes les polítiques de prestació d'atenció a la salut a Irlanda. En els últims anys, la cartera de salut va ser aplegada amb la cartera de benestar social, en aquest cas el titular era conegut com el Ministre de Salut i Benestar Social.
En els últims anys, i especialment des del mandat de Michael Noonan en 1994-1997, sent nomenat com a ministre s'ha convertit en una cosa així com un "calze enverinat" en els cercles governamentals i una cartera que era evitat pels polítics amb aspirancions, durant el seu mandat Brian Cowen es referia al Departament de Salut com a Angola a causa del fet que hi havia mines a tot arreu. Una sèrie d'escàndols, sobretot a causa de negligències mèdiques, han fet que el ministre s'identifiqui immediatament amb l'escàndol. Per exemple, l'escàndol de l'hepatitis C, la retenció dels òrgans del nadó sense el consentiment o coneixement dels pares, la saga Michael Neary a Drogheda i altres escàndols mèdics d'alt perfil han perseguit al ministre i al departament. A més, el ministre ha de bregar amb els problemes logístics que no es veuen en altres departaments, com ara vagues, escassetat i cues que són molt familiars a les clíniques i hospitals d'arreu del país.

## Descripció
Les obligacions del ministre inclouen la creació i avaluació de la política dels serveis de salut. Les principals seccions de política del Departament, així com les seves responsabilitats, són els següents:

### Cura Infantil
- Legislació de cura infantil
- Oficina de Nacional de Nens

### Cura de Continuació
- Serveis per als adults sense llar
- Serveis per a les persones amb discapacitat
- Serveis per a la cura d'ancians i pal·liatius

### Finances
- Assegurança de salut
- Planificació d'Hospitals
- Associacions Públiques i Privades

### Administració de Personal i Desenvolupament
- La política d'Infermeria
- Gestió i desenvolupament personal

### Atenció Primària
- La salut comunitària (salut, serveis dentals per a nens, SIDA, salut reproductiva)
- Serveis mèdics generals

### Atenció Secundària
- Política de Sang
- Serveis d'hospital

### Política Estratègica i Serveis Corporatius
- Serveis Corporatius
- Promoció de la salut
- Legislació Estratègia de Salut

## Llista de titular del càrrec
| Ministre de Govern Local i Salut Pública 1924–1947 |                           |                        |                        |        |                     |
| Núm.                                               | Nom                       | Mandat                 | Mandat                 | Partit | Partit              |
|                                                    | Séamus Burke              | 2 de juny de 1924      | 23 de juny de 1927     |        | Cumann na nGaedheal |
| 4.                                                 | Richard Mulcahy           | 23 de juny de 1927     | 9 de març de 1932      |        | Cumann na nGaedheal |
| 5.                                                 | Seán T. O'Kelly           | 9 de març de 1932      | 8 de setembre de 1939  |        | Fianna Fáil         |
| 6.                                                 | P. J. Ruttledge           | 8 de setembre de 1939  | 14 d'agost de 1941     |        | Fianna Fáil         |
| 7.                                                 | Éamon de Valera (interí)  | 15 d'agost de 1941     | 18 d'agost de 1941     |        | Fianna Fáil         |
| 8.                                                 | Seán MacEntee             | 18 d'agost de 1941     | 22 de gener de 1947    |        | Fianna Fáil         |
| Ministre de Salut 1947–1997                        |                           |                        |                        |        |                     |
| Núm.                                               | Nom                       | Mandat                 | Mandat                 | Partit | Partit              |
| 1.                                                 | James Ryan (1r cop)       | 22 de gener de 1947    | 18 de febrer de 1948   |        | Fianna Fáil         |
| 2.                                                 | Noël Browne               | 18 de febrer de 1948   | 11 d'abril de 1951     |        | Clann na Poblachta  |
| 3.                                                 | John A. Costello (interí) | 12 d'abril de 1951     | 13 de juny de 1951     |        | Fine Gael           |
|                                                    | *James Ryan (2n cop)      | 13 de juny de 1951     | 2 de juny de 1954      |        | Fianna Fáil         |
| 4.                                                 | Tom O'Higgins             | 2 de juny de 1954      | 20 de març de 1957     |        | Fine Gael           |
| 5.                                                 | *Seán MacEntee            | 20 de març de 1957     | 21 d'abril de 1965     |        | Fianna Fáil         |
| 6.                                                 | Donogh O'Malley           | 21 d'abril de 1965     | 13 de juliol de 1966   |        | Fianna Fáil         |
| 7.                                                 | Seán Flanagan             | 13 de juliol de 1966   | 2 de juliol de 1969    |        | Fianna Fáil         |
| 8.                                                 | Erskine H. Childers       | 2 de juliol de 1969    | 14 de març de 1973     |        | Fianna Fáil         |
| 9.                                                 | *Brendan Corish           | 14 de març de 1973     | 5 de juliol de 1977    |        | Labour Party        |
| 10.                                                | *Charles Haughey          | 5 de juliol de 1977    | 11 de desembre de 1979 |        | Fianna Fáil         |
| 11.                                                | *Michael Woods (1r cop)   | 12 de desembre de 1979 | 30 de juny de 1981     |        | Fianna Fáil         |
| 12.                                                | *Eileen Desmond           | 30 de juny de 1981     | 9 de març de 1982      |        | Labour Party        |
|                                                    | *Michael Woods (2n cop)   | 9 de març de 1982      | 14 de desembre de 1982 |        | Fianna Fáil         |
| 13.                                                | *Barry Desmond            | 14 de desembre de 1982 | 20 de gener de 1987    |        | Labour Party        |
| 14.                                                | John Boland               | 20 de gener de 1987    | 10 de març de 1987     |        | Fine Gael           |
| 15.                                                | Rory O'Hanlon             | 10 de març de 1987     | 14 de novembre de 1991 |        | Fianna Fáil         |
| 16.                                                | Mary O'Rourke             | 14 de novembre de 1991 | 11 de febrer de 1992   |        | Fianna Fáil         |
| 17.                                                | John O'Connell            | 11 de febrer de 1992   | 12 de gener de 1993    |        | Fianna Fáil         |
| 18.                                                | Brendan Howlin            | 12 de gener de 1993    | 17 de novembre de 1994 |        | Labour Party        |
|                                                    | *Michael Woods (3r cop)   | 17 de novembre de 1994 | 15 de desembre de 1994 |        | Fianna Fáil         |
| 19.                                                | Michael Noonan            | 15 de desembre de 1994 | 26 de juny de 1997     |        | Fine Gael           |
| 20.                                                | Brian Cowen               | 26 de juny de 1997     | 12 de juliol de 1997   |        | Fianna Fáil         |
| Ministre de Salut i Infància 1997-2011             |                           |                        |                        |        |                     |
| Núm.                                               | Nom                       | Mandat                 | Mandat                 | Partit | Partit              |
|                                                    | Brian Cowen               | 12 de juliol de 1997   | 27 de gener de 2000    |        | Fianna Fáil         |
| 21.                                                | Micheál Martin            | 27 de gener de 2000    | 29 de setembre de 2004 |        | Fianna Fáil         |
| 22.                                                | Mary Harney               | 29 de setembre de 2004 | 19 de gener de 2011    |        | PD / Ind            |
| 23.                                                | Mary Coughlan             | 20 de gener de 2011    | 9 de març de 2011      |        | Fianna Fáil         |
| Ministre de Salut 2011-present                     |                           |                        |                        |        |                     |
| Núm.                                               | Nom                       | Mandat                 | Mandat                 | Partit | Partit              |
| 24.                                                | James Reilly              | 9 de març de 2011      | 11 de juliol de 2014   |        | Fine Gael           |
| 25.                                                | Leo Varadkar              | 11 de juliol de 2014   | 6 de maig de 2016      |        | Fine Gael           |
| 26.                                                | Simon Harris              | 6 de maig de 2016      | en el càrrec           |        | Fine Gael           |

L'asterisc (*) indica ministres que ocuparen alhora les carteres de Salut i Benestar Social.